# Esperaza Holding
Esperaza Holding B.V.  é uma holding angolana baseada em Amesterdão.
Os acionistas são a petrolífera estatal de Angola, Sonangol e a empresária angolana Isabel dos Santos, filha do presidente José Eduardo dos Santos.